# Zaaijer (geslacht)
Zaaijer is een geslacht dat in 1951 in het Nederland's Patriciaat werd opgenomen en verscheidene bestuurders leverde.

## Geschiedenis
De bewezen stamreeks begint met de landbouwer Cornelis Willemsz. Zaaijer die in 1705 overleed. Zijn nageslacht bleef landbouwer te Dirksland maar begon later ook bestuursfuncties te vervullen in die gemeente, vanaf diens achterkleinzoon Johannis Zaaijer (1757-1833) die schepen werd.

## Enkele telgen
Johannis Zaaijer (1757-1833), schepen van Dirksland
- Anthonij Zaaijer (1798-1886), landbouwer
  - David Zaaijer (1836-1914), landbouwer, lid gemeenteraad en wethouder van Stellendam
- Pieter Zaaijer (1813-1896), burgemeester
  - Johannis Zaaijer (1835-1918), burgemeester
    - Cornelis Pieter Zaaijer (1863-1933), lid Provinciale Staten van Zuid-Holland, dijkgraaf van Delfland

  - Teunis Zaaijer (1837-1902), hoogleraar Ontleedkunde Universiteit van Leiden
    - Johannes Henricus Zaaijer (1876-1932), hoogleraar Heelkunde Universiteit van Leiden
- Aren Zaaijer (1817-1897), landbouwer
  - Johannes Zaaijer (1844-1925), Tweede Kamerlid, hoofdredacteur NRC
    - Cornelis Zaaijer (1873-1919), burgemeester
      - Johannes Zaaijer (1903-1988), advocaat-generaal

Geslachten die opgenomen zijn in het sinds 1910 verschijnende genealogische naslagwerk Nederland's Patriciaat. Lijst volgens opgave van het CBG Centrum voor familiegeschiedenis.
A · B · C · D · E · F · G · H · I · J · K · L · M · N · O · P · Q · R · S · T · U · V · W · Y · Z